# Украшенные черепахи
Украшенные черепахи (лат. Pseudemys) — род американских пресноводных черепах. Включает 8 видов.

## Внешний вид и строение
Это самые крупные из американских пресноводных черепах. Их общая длина от 28 до 44 см, масса достигает 10 кг. Голова небольшая. Шея довольно вытянута. Панцирь уплощенный, обтекаемый. Ноги сильные, особенно задние, имеют развитые перепонки и довольно острые когти, особенно длинные у самцов.
Окраска головы и шеи представляет собой рисунок из жёлтых волнистых полос или пятен. Бока головы яркого цвета. Карапакс оливкового или коричневого цвета со светлыми полосами. Нижняя часть жёлтого или бежевого окраса. Тело тёмное. Молодые черепахи окрашены значительно ярче взрослых.

## Образ жизни
Населяют пресные водоёмы: реки, озёра, пруды. Большую часть жизни проводят в воде, время от время заползают на теплые участки суши. Активные днём. Питаются ракообразными, моллюсками, рыбой, растениями.
Самки откладывают от 20 до 31 яйца.

## Распространение
Обитают на юге США и в Мексике.

## Виды
- Pseudemys alabamensis
- Pseudemys concinna
- Pseudemys gorzugi
- Pseudemys nelsoni
- Pseudemys peninsularis
- Pseudemys rubriventris
- Pseudemys texana